# دریاچه استورم ترموند
دریاچه استورم ترموند (انگلیسی: Lake Strom Thurmond) دریاچه‌ای در کارولینای جنوبی است.